# 道格拉斯·W·雷
道格拉斯·W·雷（英語：Douglas Whiting Rae，1939年—）是一位美国政治学家，耶鲁大学教授，美国文理科学院院士，在耶鲁大学开放课程中有开设23节课的《资本主义的成功、危机和改革》（Capitalism: Success, Crisis, and Reform）。